# Midland Valley Railroad
 (janvier 2022).
Si vous disposez d'ouvrages ou d'articles de référence ou si vous connaissez des sites web de qualité traitant du thème abordé ici, merci de compléter l'article en donnant les références utiles à sa vérifiabilité et en les liant à la section « Notes et références ».
The Midland Valley Railroad (sigle de l'AAR:MV), était un chemin de fer américain de classe I créé en 1903 et fusionné en 1964 avant d'être en grande partie à l'abandon.

## Histoire
Le Midland Valley Railroad est un chemin de fer américain de classe I créé en 1903 pour relier Hoye, Arkansas, Muskogee, Tulsa, Oklahoma et Wichita, Kansas. La compagnie tire son nom de la petite ville de Midland, située dans l'ouest de l'Arkansas où se trouve une mine de charbon. Le MV put relier Fort Smith du fait de droits de passage sur le St. Louis-San Francisco Railway (ou Frisco) à partir de la ville de Rock Island, Oklahoma.
Le quartier général et les ateliers étaient localisés à Muskogee, Oklahoma.
Le MV racheta le Kansas, Oklahoma and Gulf Railway (KO&G) en 1925. Ces deux compagnies étaient contrôlées par la Muskogee Company, qui racheta aussi l'Oklahoma City-Ada-Atoka Railway (OCAA) en 1929. Ces compagnies, gérées en commun, faisaient partie des Muskogee Lines. La Muskogee Company finit par revendre ces trois chemins de fer au Texas and Pacific Railway (T&P) en 1964.
Le T&P céda rapidement l'OCAA au Santa Fe, puis il fusionna MV le 1er avril 1967, et le KO&G le 1er avril 1970. Exploité comme embranchement du T&P durant de nombreuses années, la plus grande partie du MV est maintenant abandonnée.